# فرانك كونروي
فرانك كونروي (بالإنجليزية: Frank Conroy)‏ (15 يناير 1936 في نيويورك - 6 أبريل 2005 في آيوا سيتي) روائي، وكاتب، وأستاذ جامعي من الولايات المتحدة.

## الجوائز
- زمالة غوغنهايم

## روابط خارجية
- فرانك كونروي على موقع IMDb (الإنجليزية)
- فرانك كونروي على موقع إن إن دي بي (الإنجليزية)